# Arnicourt
Arnicourt là một xã ở tỉnh Ardennes, thuộc vùng Grand Est ở phía bắc nước Pháp.